# Rhomboarctus aslaki
Espèce
Rhomboarctus aslaki est une espèce de tardigrades de la famille des Styraconixidae.

## Distribution
Cette espèce est endémique de l'océan Atlantique Nord.

## Étymologie
Cette espèce est nommée en l'honneur d'Aslak Jørgensen.

## Publication originale
- Hansen, D’Addabbo Gallo & Grimaldi de Zio, 2003 : A comparison of morphological characters within the genus Rhomboarctus (Tardigrada: Heterotardigrada) with the description of two new species. Zoologischer Anzeiger, vol. 242, no 1, p. 83-96.